# ボブ・ガイゲル
ボブ・ガイゲル（Bob Geigel、本名：Robert Frederick Geigel、1924年10月1日 - 2014年10月30日）は、アメリカ合衆国のプロレスラー、プロレスのプロモーター。アイオワ州アルゴナ出身。
スキンヘッドに全身剛毛のヒールとして活動する一方、1960年代から現役引退後の1980年代にかけては、NWAセントラル・ステーツ地区のプロモーターとなって手腕を振るった。NWAの会長職も務め、1978年から1980年、1982年から1985年、1986年から1987年まで、通算3回に渡って就任している。

## 来歴
ハイスクール卒業後にアメリカ海軍に入隊し、シービー隊員として第二次世界大戦に従軍。終戦後はアイオワ大学にてレスリングで活躍、1948年にはNCAAのチャンピオンになっている。
1950年にプロレスラーとしてデビューしてからは、地元アイオワを含むカンザス、ミズーリなどの中西部（NWAセントラル・ステーツ）やテキサスのアマリロ地区（NWAウエスタン・ステーツ）を転戦。中西部ではテキサス出身の "テキサス" ボブ・ガイゲル（"Texas" Bob Geigel）を名乗り、その一方でテキサスでは覆面レスラーのA・ボンバー（A-Bomber）に変身することもあった。
1958年10月31日、ミズーリ州セントジョセフで行われたトーナメント決勝でボブ・エリスを破り、NWAセントラル・ステーツ・ヘビー級王座を獲得。以降もサニー・マイヤースやパット・オコーナーなどを相手に同王座を争った。バーン・ガニアが旗揚げした初期のAWAにも参戦し、1961年6月にはジン・キニスキーに代わるハードボイルド・ハガティの後任パートナーに起用され、AWA世界タッグ王座を継承。以降、同王座を通算3回獲得した。
1963年、カンザスシティを中心としたセントラル・ステーツ地区のプロモート権を獲得。パット・オコーナーとグスト・カラスを共同経営者にハート・オブ・アメリカ・スポーツ・アトラクションズを立ち上げる。1973年には主力レスラーのハーリー・レイスがNWA世界ヘビー級王者となり、同地区もNWAの要石として隆盛を迎えた。
1974年1月、全日本プロレスの『新春NWAシリーズ』に初来日。全日本には1976年5月の『NWAチャンピオン・シリーズ』にも再来日している。すでにレスラーとしては全盛期を過ぎており、短期間の特別参戦という扱いだったものの、シリーズ名が示す通りNWAと全日本プロレスとの強固な提携関係を印象付けた。以降もジャイアント馬場とは密接なパートナーシップを築き、NWA世界王者のレイスをはじめ配下の選手を全日本にブッキングする一方、佐藤昭雄や高千穂明久などの全日本所属選手をセントラル・ステーツ地区に迎え入れた。
1978年にエディ・グラハムの後任としてNWA会長に初選出され、1980年まで就任。1982年1月には姉妹団体セントルイス・レスリング・クラブをレイスと共にサム・マソニックから買収。当時のNWAの総本山キール・オーディトリアムでのビッグ・イベントを定期的に開催するなどカンザスおよびミズーリ一帯の実権を掌握し、9月にはNWA会長にも再選出された。
しかし、1984年にWWFがビンス・マクマホン・ジュニアの新体制下で全米侵攻を開始すると、新しいメディアであるケーブルテレビへの参入に乗り遅れたこともあり、他地区同様に経営状態が悪化。1986年9月、ジム・クロケット・ジュニアにセントラル・ステーツ地区の運営権を売却することになる。同月より3度目のNWA会長職に就き、1987年2月にはクロケットから団体を買い戻したが、精力的なM&A戦略でマーケット規模を拡大したクロケットがNWAにおける権限を強大化させたため、同年下期にNWAを脱退。WWF（マクマホン）とNWA（クロケット）への対抗策として、旧セントラル・ステーツ地区に新団体WWAを設立した。
しかし、両メジャーには太刀打ちできず、1989年初頭にWWAは活動を停止。ガイゲルもプロレスリング・ビジネスから撤退した。
2014年10月30日、カンザスシティの介護施設で死去。90歳没。長らくアルツハイマー病を患っていた。

## 獲得タイトル
セントラル・ステーツ・レスリング
- NWAセントラル・ステーツ・ヘビー級王座：6回[5]
- NWA USヘビー級王座（セントラル・ステーツ版）：2回[13]
- NWA北米タッグ王座（セントラル・ステーツ版）：10回（w / ビル・ミラー、ボブ・ブラウン×5、ザ・バイキング、ザ・ストンパー、ルーファス・R・ジョーンズ）[14]
- NWA世界タッグ王座（セントラル・ステーツ版）：4回（w / ルーファス・R・ジョーンズ×2、アキオ・サトー、パット・オコーナー）[15]

NWAウエスタン・ステーツ・スポーツ
- NWA北米ヘビー級王座（アマリロ版）：1回
- NWAサウスウエスト・ヘビー級王座：2回
- NWAサウスウエスト・タッグ王座：4回（w / ドリー・ファンク×2、マイク・ギャラガー、ボリス・カルミコフ）

アメリカン・レスリング・アソシエーション
- AWA中西部タッグ王座：1回（w / ザ・バイキング）[16]
- AWA世界タッグ王座：3回（w / ハードボイルド・ハガティ、オットー・フォン・クラップ、スタン・コワルスキー）[6]